# Банкоцеттель

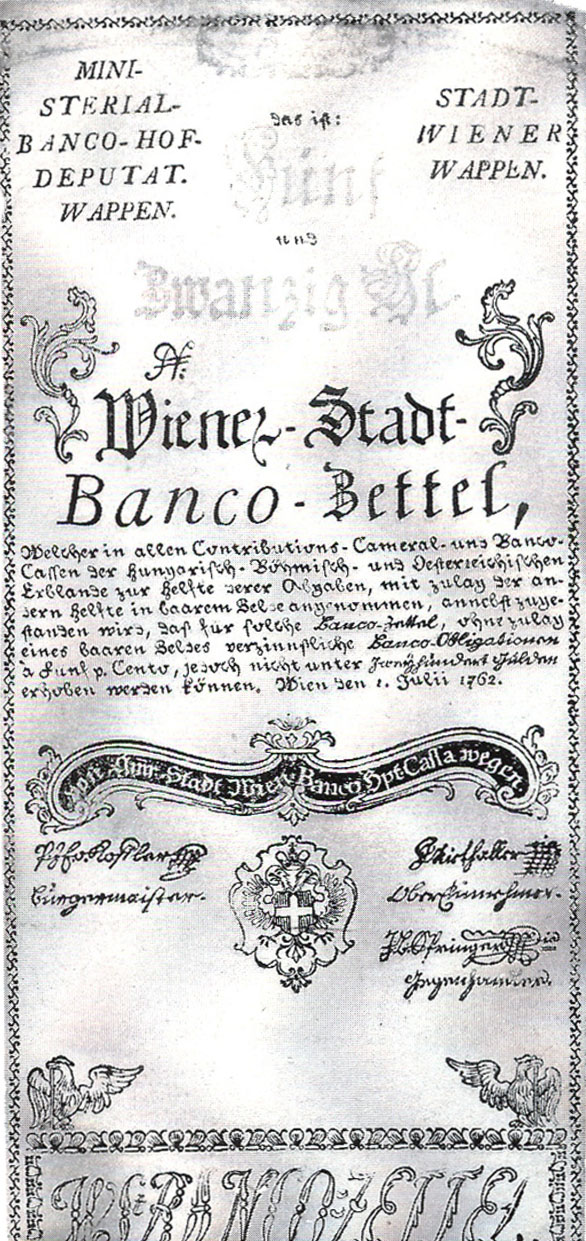
Банкоцеттель в 25 гульденов, 1762 год

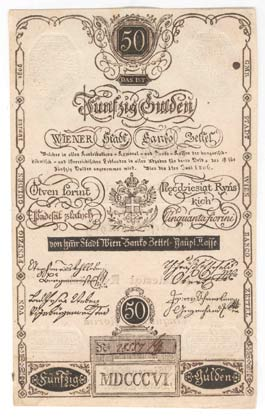
Банкоцеттель в 50 гульденов, 1806 год

Банкоцеттель, иногда банкоцетль или билет Венского городского банка (нем. Bancozettel или Banco-zettel, в дословном переводе — «банковский билет») — первые австрийские бумажные деньги, выпускавшиеся в 1762—1811 годах.
Выпуск банкоцеттелей был начат в связи с нехваткой денег, вызванной Семилетней войной. Формально банкоцеттели являлись беспроцентными облигациями, однако фактически они балансировали между облигациями и казначейскими билетами, так как их можно было использовать и как средство платежа.
Выпуск банкоцеттелей производился Венским городским банком (нем. Wiener Stadt Banco). Первый выпуск банкоцеттелей на сумму 12 млн гульденов состоял из банкнот номиналом в 5, 10, 25, 50 и 100 гульденов. Выпуски 1771, 1784 и 1796 годов были дополнены купюрами в 500 и 1000 гульденов.
Первоначально банкоцеттели использовались только достаточно богатыми людьми, так как купюра минимального номинала (5 гульденов) соответствовала месячному прожиточному минимуму семьи из четырёх человек. Выпуск 1800 года был дополнен купюрами мелких номиналов — в 1 и 2 гульдена.
Оформление купюр постепенно менялось. На банкоцеттелях выпуска 1784 года появились водяные знаки.
Билеты выпуска 1806 года, выпущенные номиналами в 5, 10, 25, 50, 100 и 500 гульденов, были двухсторонними. На обеих сторонах банкнот этого выпуска номинал, кроме немецкого (в гульденах, gulden), указывался также на других языках империи: венгерском — в форинтах (forint), чешском — в золотых (zlaty), польском — в рынских (ryński), итальянском — во флоринах (fiorino). На купюрах этого выпуска также появился новый защитный элемент — повторение изображения лицевой стороны на оборотной стороне в упрощённой форме в зеркальном отражении. При рассмотрении купюр на свет оба изображения совмещаются с точностью до 0,3 мм.
Количество банкоцеттелей в обращении постоянно увеличивалось. Их сумма в обращении увеличилась с 44 млн гульденов в 1796 году до 942 млн гульденов в 1810 году. Первоначально стоимость банкоцеттелей падала по сравнению со стоимостью металлических денег периодически. Чрезмерная эмиссия в период наполеоновских войн привела к значительному их обесценению. В 1799 году за 100 гульденов банкоцеттелями давали 92 гульдена серебряными монетами, в 1810 году стоимость банкоцеттелей составляла только 15 % их номинала, а в 1813 году 1 гульден монетами был равен 13 гульденам банкоцеттелями. Банкоцеттели, в соответствии с законом Коперника — Грешема, вытеснили из обращения серебряную и медную монету.
В 1811 году вместо обесценившихся банкоцеттелей был начат выпуск новых денег — выкупных билетов (нем. Einlösungsschein). Обмен банкоцеттелей на новые деньги производился в соотношении 5:1. Окончательно банкоцеттели из обращения изъяты в 1816 году.